# 杨河镇 (西乡县)
杨河镇，是中华人民共和国陕西省汉中市西乡县下辖的一个乡镇级行政单位。

## 行政区划
杨河镇下辖以下地区：
中坝村、拱桥村、杨河坝村、李家嘴村、李河村、高土坝村、厂湾村、双厂村、蒿坝台村、峰坦村、胡家营村、中雨村、土地坪村、孙家沟村、黄池村、西玉村、西营村、凤凰村、大歇村和高家池村。